# Carlson Young
Carlson Elizabeth Young (* 29. Oktober 1990 in Fort Worth, Texas) ist eine US-amerikanische Schauspielerin und Filmregisseurin, die insbesondere durch die Rolle der Brooke Maddox in der Fernsehserie Scream bekannt wurde. Gegenwärtig lebt sie in Los Angeles, wo sie an der University of Southern California Kreatives Schreiben studiert.

## Filmografie

### Filme
- 2010: Cutthroat (Fernsehfilm)
- 2010: Ein Hund rettet die Weihnachtsferien (The Dog Who Saved Christmas Vacation, Fernsehfilm)
- 2011: The Perfect Student (Fernsehfilm)
- 2013: The Kid (Kurzfilm)
- 2014: Der Zufrühkommer (Premature)
- 2015: A Country Called Home
- 2015: The Night Is Young
- 2017: A Man for Every Month (Fernsehfilm)
- 2018: The Blazing World (Kurzfilm, auch Buch und Regie)
- 2021: The Blazing World (auch Buch und Regie)
- 2021: 12 Mighty Orphans
- 2024: First Class (Upgraded, nur Regie)

### Fernsehserien
- 2007–2009: Endlich Pause! (As the Bell Rings, 28 Folgen)
- 2009: Heroes (Folge 4x08)
- 2010: Pretty Little Liars (2 Folgen)
- 2010: True Blood (3 Folgen)
- 2010: The League (2 Folgen)
- 2010: CSI: Vegas (CSI: Crime Scene Investigation, Folge 11x10)
- 2011: Big Time Rush (Folge 2x11)
- 2011: Traffic Light (Folge 1x13)
- 2011: Wendy (2 Folgen)
- 2012: Shake It Up – Tanzen ist alles (Shake It Up, Folge 2x27)
- 2012–2013: Pair of Kings – Die Königsbrüder (Pair of Kings, 2 Folgen)
- 2012–2013: Key and Peele (3 Folgen)
- 2013: Kroll Show (Folge 1x03)
- 2015: Grimm (Folge 5x05)
- 2015: CSI: Cyber (Folge 2x10)
- 2015–2016: Scream (22 Folgen)
- 2016: Halloween – Süßes sonst gibt’s saures (Halloween Wars, Gastjuror in einer Folge)
- 2016: Gurke & Peanut (Pickle and Peanut, Folge 1x17)
- 2016: Last Teenagers of the Apocalypse (4 Folgen)
- 2017: A Man for Every Month
- 2020: Emily in Paris (Folge 1x07)